# Dong Xi
Dǒng Xí, 董襲, auch Yuandai genannt, war ein General der Wu-Dynastie aus Kuaiji. Er ist heute eher als Figur aus Luo Guanzhongs Roman Die Geschichte der Drei Reiche bekannt. Er diente zu seinen Lebzeiten dem Kriegsherrn Sun Ce und war den. Er war angeblich acht Fuß (2,40 m) groß und in seinen Kampffertigkeiten vielen überlegen.
Im 13. Jahr Jianan (d. i. 208) führte Sun Quan, der Begründer der Wu-Dynastie, eine Strafexpedition gegen Huang Zu, einen General der Han-Dynastie. Huang Zhu schützte den Kanal nach Miankou mit zwei Schiffen, die mit Ochsenhaut bespannt und mit 1000 Bogenschützen bemannt waren. Der Pfeilhagel verhinderte das Vorankommen der Wu-Armee. Dong Xi und Ling Tong hatten gemeinsam 200 Männer mit doppelter Panzerung unter ihrem Kommando, mit diesen enterten und eroberten sie die Schiffe, und töteten alle Bogenschützen, womit sie der Hauptstreitmacht ermöglichten weiterzumarschieren. Huang Zhu floh durch ein Tor aber die Wu-Streitmacht konnten ihn gefangen nehmen und köpften ihn daraufhin.
Dong Xi nahm an zahlreichen Schlachten der Wu teil und war für stetige Erfolge bekannt. Er besiegte unter anderem Peng Hu, der dabei zehntausende Soldaten unter seinem Kommando hatte. Bei der Schlacht von Ruxu (etwa 212 bis 218) gegen Cao Cao wurde Don Xi von dem kriegführenden Sun Quan an der Mündung des Ruxu stationiert. Während der Nacht kam ein gewaltiger Ansturm der Armee Cao Caos, der schließlich das fünfstöckige Schiff Dong Xis in Gefahr brachte. Dong Xis Offiziere gerieten in Panik flohen, bis er ihnen der Überlieferung folgend nachrief: „Wie könnt ihr als Generäle mit Verantwortung gegen die Rebellen fliehen? Wer das wagt, wird geköpft!“ Aus Angst wagte keiner von ihnen mehr nicht zu gehorchen und sowohl Dong Xi als auch seine Generäle starben in der Schlacht.
| Personendaten    | Personendaten                      |
| ---------------- | ---------------------------------- |
| NAME             | Dong Xi                            |
| ALTERNATIVNAMEN  | Dǒng Xí; Yuandai                   |
| KURZBESCHREIBUNG | General der Wu-Dynastie aus Kuaiji |
| GEBURTSDATUM     | 2. Jahrhundert                     |
| STERBEDATUM      | 3. Jahrhundert                     |